# Scleroptila elgonensis
Scleroptila elgonensis (турач елгонський) — вид куроподібних птахів родини фазанових (Phasianidae). Мешкає в Кенії і Уганді. Раніше вважався конспецифічним з гірським турачем, однак був визнаний окремим видом. Деякі дослідники розгрядають його як гібрид рудкрилого і гірського турачів.

## Поширення і екологія
Елгенські турачі мешкають на високогір'ях в Центрільній Кенії, а також на схилах гори Елгон на кордоні Кенії і Уганди. Вони живуть на високогірних луках, на пустищах і пасовищах. Зустрічаються парами або сімейними зграйками, на висоті від 1800 до 4000 м над рівнем моря. Живляться бульбами і цибулинами.

## Збереження
МСОП класифікує стан збереження цього виду як близький до загрозливого. Елгонським турачам загрожує знищення природного середовища та активне полювання.